# Yiannakis Matsis
Yiannakis Matsis este un om politic cipriot, membru al Parlamentului European în perioada 2004-2009 din partea Ciprului.
1. 1 2  „Yiannakis MATSIS”, http://archive.fo/IrBOz Deputații în Parlamentul European Verificați valoarea |archive-url= (ajutor) (în engleză), Parlamentul European, arhivat din original la 29 iulie 2019, accesat în 29 iulie 2019
2. 1 2 3 4 5 6  50 χρόνια κυπριακού κοινοβουλίου (PDF) (în greacă), Camera Reprezentanților[*], p. 148, arhivat din original (PDF) la 4 iulie 2019, accesat în 4 iulie 2019
3. ↑  http://archive.fo/qEPGA Γιαννάκης Μάτσης - Η πολιτεία να προστατεύσει το κρησφύγετο του αγώνα της ΕΟΚΑ - Συγκλονιστικές οι μαρτυρίες του Verificați valoarea |archive-url= (ajutor) (în greacă), 11 martie 2016, arhivat din original la 29 iulie 2019, accesat în 29 iulie 2019
4. ↑  http://archive.fo/kRlrm Εκλογές 24ης Μαΐου 1981 Verificați valoarea |archive-url= (ajutor) (în greacă), Camera Reprezentanților[*], arhivat din original la 4 iulie 2019, accesat în 4 iulie 2019
5. ↑  http://archive.fo/98qlp Ιστορία Verificați valoarea |archive-url= (ajutor) (în greacă), Adunarea Democrată[*], arhivat din original la 7 iulie 2019, accesat în 7 iulie 2019
6. ↑  pace.coe.int